# 恋より好きじゃ、ダメですか?
『恋より好きじゃ、ダメですか?』（こいよりすきじゃ、ダメですか?）は、2019年4月3日から同年9月21日まで中国放送（RCCテレビ）で放送された、同局制作のテレビドラマ。広島東洋カープ戦のテレビ中継が早く終了した時のみ残りの中継枠で次の番組までをつなぐ「RCCテレビ60年特別企画リリーフドラマ」（略してリリドラ）であり、いつ流れるか分からなかった放送日未定の連続ドラマ。各話15分程度で全12登板（全12話）予定であったが、第10登板の実況、および、RCC PLAY!公式Twitterで次回（第11登板）最終回とアナウンスされ、9月21日に最終回（第11登板）が放送された。2019年10月2日、日本最大級のアワード「2019 59th ACC TOKYO CREATIVITY AWARDS」のメディアクリエイティブ部門で、最高位の総務大臣賞／ACCグランプリを本作が受賞。

## 概要
恋より好きなものがあるすべての女子の恋を応援する、観戦型恋愛ドラマ。
撮影はマツダスタジアムをはじめ、オール広島ロケ。2019年3月3日には130人を超えるエキストラの協力のもと、マツダスタジアムで試合観戦シーンが撮影された。
主演の高田夏帆は、撮影中の1ヶ月間、広島市内で1人暮らしをしていた。高田にとって人生初の1人暮らしとなった。
2019年4月3日第1登板（第1話）は、カープ4番バッター鈴木誠也選手の3ランホームランで逆転勝ちした試合終了直後に放送され、視聴率18.0%という驚異の高視聴率をマークした（ビデオリサーチ調べ、広島地区・世帯・リアルタイム）。
2019年5月22日第5登板（第5話）は、カープ大瀬良大地投手が完投勝利した試合終了直後に放送され、視聴率が19.9％を記録。同日放送の連続テレビ小説『なつぞら』（広島地区ではNHK広島総合）の視聴率は18.5％で“朝ドラ越え”を果たした（いずれもビデオリサーチ調べ、広島地区・世帯・リアルタイム）。
2019年6月5日第6登板（第6話）は、セ・パ交流戦で1対9と快勝した試合終了直後に放送され、、同年4月からのRCC放送ドラマの中で最高視聴率となる23.0％を記録。

### 劇中歌
高田夏帆が歌う劇中歌「大航海2020 〜恋より好きじゃ、ダメですか?ver.〜」は、オリジナルはユニコーンのニューアルバム『UC100V』に収録のEBI作詞作曲の「大航海2020」で、それを白玉雅己（Tama）が編曲したバージョンであり、高田夏帆の歌手デビュー曲となった。また、同曲のオール広島ロケで、ドラマチームによって撮影されたミュージックビデオ（MV）が2019年3月27日に公開された。 

### TikTokコラボ
本編後に流れるエンディング曲「それ行けカープ(若き鯉たち)」は、番組放送と広島カープを盛り上げる応援企画のTikTokコラボで、「それ行けカープ」の楽曲に合わせてスクワット応援を取り入れた #カープ応援 をTikTok内で実施している。「#カープ応援」をつけてTikTokユーザが投稿した動画の中からピックアップされ、ドラマのエンディングで流れるかも!?という企画である。冒頭はドラマ出演者がスクワット応援して、投稿したTikTokユーザのスクワット応援も流れるという具合であった。

### RCC PLAY! 動画配信サービス
テレビ放送後、本編が「RCC PLAY! 動画配信サービス」で配信され見ることができる。ただし、TikTokダウンロードの広島ローカルCM（出演：高田夏帆）や本編後のエンディング曲「それ行けカープ(若き鯉たち)」はテレビ放送のみ。

## あらすじ
日向あかり24歳。広島生まれ、広島育ち。小さい頃から大の広島東洋カープファン。彼氏の陽太と付き合って4年を迎える、恋より鯉好きなあかりだが、ある日、漢字は違うが伝説のミスター赤ヘルと同名の山本浩史と出会って・・・。

## キャスト
- 日向あかり（24歳）[16] - 高田夏帆
- 山本浩史（26歳）[16] - 笠松将
- 小鳥遊陽太（28歳）[16] - 辻岡甚佐
- 高槻美空（23歳）[16] - 坂ノ上茜
- 高村杏奈 - 土山茜
- 日向朱音（あかりの妹） - 甲斐心愛（STU48）
- 夜喫茶カンパネラのマスター - バイきんぐ西村
- 実況 - 長谷川努（中国放送アナウンサー）
- 解説 - 山崎隆造（カープOB、中国放送野球解説者）

- 中継リポーター - 坂上俊次（中国放送アナウンサー）
- ニュースキャスター - 中根夕希（中国放送アナウンサー）
- 二木健人 - 田中翔貴
- 夜喫茶カンパネラの店員 - 山川愛美
- 占い師 - 桑原しおり（フリーアナウンサー）

- 課長（あかりの勤務先の上司） - 武田宜裕
- 護国神社の昇鯉の像の声 - アンガールズ田中

- 高槻美空独占取材インタビュワー - 石田充（中国放送アナウンサー）

- 中継リポーター - 伊東平（中国放送アナウンサー）
- 日向あかり・朱音の父 - 外輪親憲
- 日向あかり・朱音の母 - 井上多美子

- 茶房カープファンの店員 - 川井真佐子
- 茶房カープファンの客 - 古原史麗
- 通販番組『GEORGE TOWN』で「SUPER ULTIMATE HIP-BAND」を紹介するGEORGE（世界ウルトラヒップアワードグランプリ 5年連続受賞者） - Aver Hamilton
- GEORGEの日本語吹き替え - 武井雷俊

- 田上（中学時代にあかりに告白した男子生徒、中学時代回想シーン） - 土山茜

- 山本浩史の勤務先の上司 - 中井敏哉

- 中継リポーター - 一柳信行（中国放送アナウンサー）
- 犬の散歩をしていた通行人 - 高尾六平

## スタッフ
- 脚本 - 山田祐衣
- 監督 - 畔柳恵輔
- 主題歌 - Perfume「FAKE IT」
- 劇中歌 - 高田夏帆「大航海2020 〜恋より好きじゃ、ダメですか?ver.〜」[11]
- エンディング曲 - それ行けカープ(若き鯉たち)
- ギター演奏 - 米田雄一
- チーフプロデューサー - 神尾正博（中国放送）、嶋田三四郎（博報堂DYメディアパートナーズ）
- プロデューサー - 江口敦史（中国放送）、上田健大（中国放送）、松島有輝（博報堂DYメディアパートナーズ）、森下友洋（ギークピクチュアズ）
- イラスト - 高橋由季
- 制作 - RCCフロンティア
- 制作協力 - ギークピクチュアズ
- 製作著作 - 中国放送

## 放送日程
| 放送回            | 放送日         |
| ----------------- | -------------- |
| 第1登板           | 2019年 4月03日 |
| 第2登板           | 4月07日        |
| 第3登板           | 4月24日        |
| 第4登板           | 5月08日        |
| 第5登板           | 5月22日        |
| 第6登板           | 6月05日        |
| 第7登板           | 6月12日        |
| 第8登板           | 7月03日        |
| 第9登板           | 7月10日        |
| 第1〜9登板 総集編 | 7月24日        |
| 第10登板          | 8月12日        |
| 第11登板          | 9月21日        |

## 再放送
本放送と同様、中国放送のみで放送。2話連続放送スタイルの再放送で、エンディングの「それゆけカープ」は偶数登板でのみ放送される。8月1日再放送と10月10日再放送は、エンディングの「それゆけカープ」は流れなかった。
- 2019年5月4日0時15分 - 0時50分（5月3日深夜） 第1・2登板
- 2019年6月1日0時45分 - 1時20分（5月31日深夜） 第3・4登板
- 2019年6月29日0時45分 - 1時20分（6月28日深夜） 第5・6登板
- 2019年8月1日23時56分 - 0時53分 第7・8・9登板
- 2019年10月10日0時55分 - 1時30分（10月9日深夜） 第10・11登板

一挙再放送
- 2019年12月27日0時27分 - 2時30分（12月26日深夜） 第1登板から第9登板
- 2019年12月28日0時25分 - 1時10分（12月27日深夜） 第9.5登板[17]から第11登板（最終登板）

## 開幕直前リリーフドラマ『恋より好きじゃ、ダメですか？ こいほーむ観戦2020』
2020年6月18日、RCCPLAY!、および、RCCテレビ公式youtubeチャンネルで配信開始。29分48秒。

### キャスト
- 日向あかり - 高田夏帆
- 小鳥遊陽太 - 辻岡甚佐
- 高槻美空 - 坂ノ上茜
- 高村杏奈 - 土山茜
- 日向朱音 - 甲斐心愛(STU48)

### スタッフ
- 監督：畔柳恵輔
- 脚本：椎名祐衣
- チーフプロデューサー：高山英幸
- プロデューサー：松島有輝、森下友洋
- 助監督：菅井渉
- 制作：佐藤真
- 撮影技術監修：平見優子
- 衣裳：松田稜平
- 編集：迫間健造
- イラスト：カヤヒロヤ
- デザイン：沓澤さゆり
- 製作著作：中国放送